# John Armstrong (Dichter)

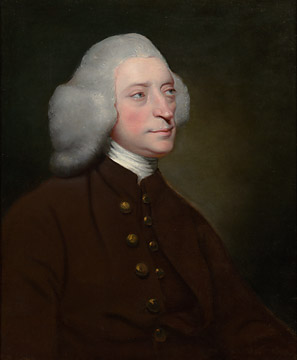
Armstrong

John Armstrong (* 1709 in der Gemeinde Castleton, Roxburghshire; † 7. September 1779 in Covent Garden) war ein schottischer Arzt und Dichter.

## Leben
Armstrong war der Sohn des Geistlichen Robert Armstrong. Er studierte Medizin an der Edinburgh University und schloss das Studium am 4. Februar 1732 mit der Dissertatio de Tabe Purulenta ab, die mit einer Widmung an Sir Hans Sloane gedruckt wurde. Er ließ sich anschließend als praktischer Arzt in London nieder. Einen Großteil seiner Zeit verbrachte er mit dem Studium der Literatur und beschäftigte sich mit der Malerei, Bildhauerei und Musik.
1749 wurde er Arzt im “Hospital for Lame, Maimed, and Sick Soldiers”, das hinter dem Buckingham House gelegen war und fungierte von 1760 bis 1763 als Arzt bei der englischen Armee in Deutschland. Er zog sich mit reduziertem Sold zurück und war bis zu einem Streit im Jahr 1763 viele Jahre lang mit John Wilkes befreundet. Er unternahm mit dem Maler Johann Heinrich Füssli eine längere Wanderung und verfasste anschließend den Reisebericht A Short Ramble through some parts of France and Italy.
Armstrongs erste anonyme Veröffentlichung An Essay for Abridging the Study of Physic im Jahr 1735 war ein satirische Abhandlung über die Ignoranz der Apotheker und Mediziner seiner Zeit. Zwei Jahre später folgte das Gedicht The Oeconomy of Love, dessen „unanständiger“ Inhalt seiner beruflichen Praxis schadete.
1744 erschien in London sein Lehrgedicht The art of preserving health (‚die Kunst der Erhaltung der Gesundheit‘), der wenig poetische, in nüchterner Weise geschilderte Stoff, fand aber wegen der Korrektheit der Sprache Beifall.
Unter dem Pseudonym Launcelot Temple gab er 1758 Sketches or essays on Various subjects heraus.
Der Pharmazeut und Mediziner George Armstrong war sein Bruder. Er gründete 1769 eine Apotheke in London und unterstützte 12 Jahre lang arme Kinder.
Armstrong starb in seinem Haus in der Russell Street in Covent Garden. Er soll an einer Quetschung des Oberschenkels gestorben sein, die er sich bei einer Kutschfahrt von Lincolnshire zurück in die Stadt zugezogen hatte. Er hinterließ mehr als 3000 Pfund, die er im Laufe seines Lebens gespart hatte.

## Werke (Auswahl)
- The art of preserving health: a poem. in vier Bänden, 1: Air, 2: Diet, 3: Exercise, 4: The Passions. Printed for A. Millar, London 1748 (archive.org).
- Miscellanies. 2 Bände. T. Cadell, London 1770 (archive.org, archive.org).
- Medical essays. For T. Davies, London 1773 (archive.org).
- The oeconomy of love: a poetical essay. Erweiterte und korrigierte Auflage. R. Davies, London 1774 (archive.org).